# 金山大橋 (開平)
金山大橋位於廣東省江門市開平市，横跨開平潭江两岸。採用獨塔雙索麵斜張橋設計，雙向六車道，限行最高80公里。橋梁融匯了世界文化遺產一碉樓。

## 歷史
2015年1月由廣東長大中標，其後於4月開工建設。
2018年6月28日，主桥顺利合龙。
2021年5月28日，正式通車。